# Ángel Berni
Ángel Antonio Berni Gómez (9 de janeiro de 1931) é um ex-futebolista paraguaio que atuava como atacante.

## Carreira
Ángel Berni fez parte do elenco da Seleção Paraguaia de Futebol, na Copa do Mundo de 1950 no Brasil.